# Daniel Nordin
Daniel Nordin, född 7 februari 1778 i Östra Torsås socken, död 28 september 1854 i Villstads socken, var en svensk präst. Han kallades även "biskopen av Västbo".
Daniel Nordin var son till bonden Bengt Nilsson. Efter skolgång i Växjö blev han student vid Uppsala universitet 1800, magister 1806, avlade teologie kandidatexamen och pastoralexamen 1807 samt prästvigdes samma år. Som militärpastor deltog han i finska kriget 1809. Han utnämndes följande år till regementspastor och ledamot av hovkonsistoriet. 1811 blev han kyrkoherde i Villstads pastorat, 1820 prost och 1844 teologie doktor vid Uppsala universitet. Han var riksdagsman 1828–1830 och 1834–1835. Daniel Nordin var en av Esaias Tegnérs mest värderade präster, verkade för nykterhet med framgång och för en förbättrad folkbildning och inrättandet av skolor och läsesällskap samt intresserade sig även för förbättrade jordbruksmetoder. Han blev 1818 ledamot av Götiska förbundet.